# Cotinga maculada
La cotinga maculada (Cotinga maculata) és un ocell de la família dels cotíngids (Cotingidae).

## Hàbitat i distribució
Habita la selva pluvial, a les terres baixes del sud-est del Brasil.